# Unpa
Unpa (Hán Việt: Ngân Ba) là một huyện thuộc tỉnh Hwanghae Bắc tại Cộng hòa Dân chủ Nhân dân Triều Tiên. Huyện giáp với Sariwon và Pongsan ở phía bắc, giáp với Rinsan ở phía đông và đông nam, giáp với Sinwon và Chaeryong thuộc tỉnh Hwanghae Nam lần lượt ở phía nam và phía tây. Năm 2008, dân số của huyện Unpa là 110.988 người (51.914 nam và 59.074 nữ), trong đó dân số đô thị là 39.645 người (35,7%), dân số nông thôn là 71.343 người (64,3%).